# 内藤喜之
内藤 喜之（ないとう よしゆき、1936年 - 2011年） は、日本の工学者。専門は電磁波工学。東京工業大学学長・大分大学学長・国立高等専門学校機構理事長:電子情報通信学会会長・文部科学省教科用図書検定調査審議会会長等を歴任。

## 人物・経歴
大分県出身。1955年大分県立別府鶴見丘高等学校卒業。1959年東京工業大学理工学部電気工学課程卒業。川上正光に師事し、1964年東京工業大学大学院修了、工学博士。1980年東京工業大学工学部教授。1993年東京工業大学工学部長。1997年東京工業高等専門学校校長。同年東京工業大学学長、東京工業大学名誉教授。1999年にはボンで行われた日独学長会議に中嶋嶺雄東京外国語大学学長、石弘光一橋大学学長と参加して知り合い、帰国後如水会館のレストランで話し合ったことがきっかけとなり、その後四大学連合が結成された。
2000年長岡技術科学大学運営諮問会議会長。2001年社団法人電子情報通信学会会長、文部科学省教科用図書検定調査審議会会長。2002年大分大学学長。2003年大分TLO設立準備会座長。同年大分大学名誉教授。2004年独立行政法人国立高等専門学校機構理事長、豊橋技術科学大学経営協議会委員、 奈良先端科学技術大学院大学理事、独立行政法人大学改革支援・学位授与機構運営評議会委員。専門は電磁波工学。指導学生に萩本和男元NTTエレクトロニクス社長など。